# Ассыни
Ассыни — река в Тугуро-Чумиканском районе Хабаровского края России.
Исток — на восточных склонах хребта Ям-Алинь. Слиянием с рекой Конин образует реку Тугур в 175 км от её устья, являясь правой составляющей. Длина — 110 км, площадь водосборного бассейна — 2510 км².

## Данные водного реестра
По данным государственного водного реестра России относится к Амурскому бассейновому округу, речной бассейн реки Амур, речной подбассейн реки — Амур от впадения Уссури до устья, водохозяйственный участок — реки бассейна Охотского моря от границы бассейна реки Уда до мыса Лазарева без реки Амур.
Код объекта в государственном водном реестре — 20030900312119000166907.